# Lebjazje
Lebjazje (russisk: Лебя́жье; finsk: Kuuterselkä) er en landsby på det Karelske næs i Vyborg-distriktet i Leningrad oblast.
Indtil Vinterkrigen var landsbyen finsk og hed Kuuterselkä, men blev afstået til Sovjetunionen sammen med resten af det Karelske næs ved Fredstraktaten i Moskva.
Under Fortsættelseskrigen løb den finske forsvarslinje VT-linjen gennem området. 
60°18′N 29°32′Ø / 60.300°N 29.533°Ø